# Cerkev sv. Martina, Martjanci
Cerkev sv. Martina v Martjancih (madžarsko Mártonhelyi Szent Márton templom) je župnijska cerkev Župnije Martjanci. Stoji na rahlo dvignjenem mestu sredi vasi Martjanci v Občini Moravske Toplice v Prekmurju, severovzhodna Slovenija. Gotsko cerkev iz 14. stoletja je leta 1392 s freskami poslikal Janez Akvila iz Radgone. Ohranjena je lastna podoba umetnika, ki spada med najstarejše slikane avtoportrete v Evropi. Glavni oltar so izdelali leta 1925 v marmorju po načrtu arhitekta Jožeta Plečnika (1872–1957).

## Zgodovina cerkve
Kakor poročajo zgodovinski viri, je že pred letom 1392, ko so pozidali in poslikali sedanjo cerkev, stala v Martjancih sv. Martinu posvečena cerkev.  To je razvidno iz popisa gornjelendavskega gospostva iz leta 1366, kjer omenja v župniji sv. Martina 18 vasi. To kaže na njeno pomembnost in na to, da ni mogla nastati preko noči. Njeno zgodovino je moč razbrati iz treh zapiskov škofijskih vizitacij. Te so bile v letih 1627, 1698 in 1756. Prva ne navaja o cerkvi nič podrobnega, drugi dve pa sta zato toliko zgovornejši. V obsežnem latinskem besedilu opisujeta stavbo in  njeno opremo, ki je očitno preživela nemirne čase verskih bojev. Stavbo opisuje kot trdno in prostorno, zvonik je zidan iz kamna in pokrit z žlebnjaki, prav tako kot ostali del cerkve. Takrat sta bila v zvoniku dva zvonova. V luteranskem obdobju okoli leta 1700 je bil mecen cerkve Peter pl. Berke. Čas po prvi svetovni vojni je martjanska cerkev dočakala z gotsko arhitekturo in baročno opremo, ki je bila že zelo zapuščena in okrnjena. Enoladijska cerkev iz leta 1392 ima obokani gotski prezbiterij, poslikan po ikonografskem sistemu »kranjskega prezbiterija« (J. Aquila, 1392).  
Leta 1925 so odstranili že močno spremenjeni baročni veliki oltar in ga nadomestili z novim marmornatim po načrtu arhitekta Jožeta Plečnika. Na novo oltarno menzo so postavili marmornat kip sv. Martina.

## Zunanjost cerkve
Zunanjost cerkve je stroga in resna. Podobna je vsem srednjeveškim podeželskim cerkvam. Na zahodu je zvonik, ki mu sledi pravokotna ladja, tej pa na vzhodni strani prezbiterij. Ob njem je  na severni strani zakristija z banjastim obokom, ki sodi k prvotni zasnovi cerkve.
Zvonik je eden najlepših gotskih zvonikov na Slovenskem. 